# Бизеньи, Джулио
Джулио Бизеньи (итал. Guilio Bisegni, родился 4 апреля 1992 года во Фраскати) — итальянский регбист, центр клуба Про14 «Цебре».

## Биография
Воспитанник школы клуба «Фраскати», дебютировал за клуб «Лацио 1927» в чемпионате Италии 29 октября 2011 года. В феврале 2014 года был отправлен на короткое время в аренду в «Цебре» для выступления в сезоне 2013/2014 Про12, с сезона 2014/2015 стал постоянным игроком команды.
В сборной Италии до 20 лет выступал в 2011 году на молодёжном чемпионате мира, а также играл на молодёжном Кубке шести наций. В 2013—2014 годах — игрок второй сборной Италии на Кубке наций IRB и на Тбилисском кубке 2014 года. Дебютировал 14 февраля 2015 года в основной сборной против Англии на Кубке шести наций. В 2019 году заявлен на чемпионат мира в Японию. 5 ноября 2020 года объявил, что прекращает выступления за сборную Италии.